# Lancia pravella
Lancia pravella là một loài bướm đêm trong họ Crambidae.